# Hietzing
Hietzing ( [ˈhɪtsɪŋ] (ajuda·info)) é um distrito de Viena.

## Política
O Bezirksvorsteher é Heinrich Gerstbach do Partido Popular Austríaco.
Desde 1978, a política hietzinguesa é dominada por ÖVP.

### Conselho Municipial
- ÖVP 17

- SPÖ 14

- Die Grünen 6

- FPÖ 3